# Astomaspis metathoracica
Astomaspis metathoracica är en stekelart som beskrevs av William Harris Ashmead 1904. Astomaspis metathoracica ingår i släktet Astomaspis och familjen brokparasitsteklar. Utöver nominatformen finns också underarten A. m. jacobsoni.